# 150 mm Type 5
Il cannone antiaereo da 15 cm Type 5 (五式十五糎高射砲?, Go-shiki jyūgo-senchi Koshahō) era un cannone antiaereo pesante da 150 mm impiegato dall'Esercito imperiale giapponese durante la seconda guerra mondiale. Il nome era dovuto all'anno di adozione da parte dell'esercito, anno imperiale 2605, corrispondente al 1945 del calendario gregoriano. Avrebbe dovuto rimpiazzare il Type 3 da 120 mm nella difesa della madrepatria dai bombardamenti alleati.

## Storia

### Sviluppo e produzione
Per colmare le lacune del cannone da 75 mm Type 88, l'Ufficio tecnico dell'Esercito imperiale sviluppò una sua versione in calibro superiore, con maggiore gittata, designata 120 mm Type 3. Questo cannone era una delle poche armi del parco d'artiglieria giapponese capaci di raggiungere i bombardieri strategici statunitensi Boeing B-29 Superfortress, che stavano bombardando le città ed i complessi industriali della madrepatria giapponese. Tuttavia, dalla fine del 1943 i B-29 si dimostrarono capaci di volare a quote superiori ai 10 000 metri, oltre la gittata del Type 3.
Nel dicembre 1943 venne quindi lanciato un progetto di emergenza per affrontare la minaccia. Per risparmiare tempo il progetto Type 3 venne portato a 150 mm di calibro, con un corrispondente incremento di gittata e potenza. Il progetto fu completato relativamente presto, con le prime prove a fuoco svolte dopo 17 mesi dall'inizio del programma. Tuttavia era già troppo tardi; i bombardieri alleati avevano distrutto tutte le maggiori città giapponesi e già muovevano verso obiettivi secondari. Inoltre la carenza di materie prime e la distruzione delle infrastrutture industriali impedirono la produzione di massa del pezzo. Solo due unità furono completate prima della resa del Giappone, una presso l'Arsenale dell'esercito di Osaka e uno presso le acciaierie di Muroran.

### Impiego operativo
Entrando in servizio verso la fine della guerra, i due Type 5 furono trattenuti nelle isole metropolitane giapponesi, per rinforzare le difese antiaeree contro i bombardieri strategici alleati ed in preparazione di un atteso sbarco. I due cannoni vennero schierati a Kugayama, nel quartiere speciale di Tokyo di Suginami. In un unico ingaggio, il 1º agosto 1945, i cannoni abbatterono due B-29: dopo l'incidente, i bombardieri americani semplicemente evitarono Kugayama e di conseguenza i due pezzi non ebbero altre occasioni di essere usati.

## Tecnica
Il Type 5 aveva una canna monoblocco con otturatore a cuneo orizzontale. La bocca da fuoco era montata in una torretta scudata aperta posteriormente, in installazione fissa.
Un rapporto americano del dopoguerra valutava l'efficacia del fuoco antiaereo giapponese. Il rapporto dimostrava che il Type 5 da 150 mm era cinque volte più efficace del Type 3 da 120 mm, con un inviluppo di ingaggio notevolmente maggiore. 
| Pezzo                           | 75 mm Type 88 | 76 mm Type 3 | 120 mm Type 3 | 150 mm Type 5 |
| ------------------------------- | ------------- | ------------ | ------------- | ------------- |
| Quattro tiri in                 | 6 s           | 6 s          | 12 s          | 18 s          |
| Raggio dell'esplosione          | 5 m           | 7 m          | 15 m          | 30 m          |
| Volume dell'esplosione          | 1 m³          | 2,7 m³       | 27 m³         | 215 m³        |
| Peso della munizione            | 5,3 kg        | 7,4 kg       | 19,3 kg       | 41 kg         |
| Rapporto volume×cadenza di tiro | 1             | 2,7          | 13,5          | 71,6          |

.